# Hans Fritzsche
Hans Fritzsche (21. april 1900 – 27. september 1953) var en tysk journalist, som under Joseph Goebbels ledede det nazistiske Tysklands propagandapparat 
Fritsche blev født i Bochum og tjente i den tyske hær i 1917 under 1. verdenskrig.
Han blev efter krigen journalist i medie- og radioverdenen. Han kom til at arbejde for den tyske regering. Da han d. 1. maj 1933 meldte sig ind i det tyske naziparti NSDAP, fik han arbejde i propagandaafdelingen under ledelse af Joseph Goebbels.
1938-42 kontrollerede han Nazitysklands nyhedsformidling i radio, aviser, ugeblade og film. Fra 1942 tog Goebbels selv kontrol over denne formidling, og Fritzsche vendte tilbage til sit  arbejde som radiochef.
Da Joseph Goebbels blev Tysklands kansler efter Hitlers død, blev Hans Fritzsche ny propagandaminister til han blev anholdt 2. maj 1945. 
Under Nürnbergprocessen blev han først tiltalt for fire anklagepunkter: 
- Forbrydelser mod freden.
- Deltagelse i sammensværgelse om at begå forbrydelser mod freden.
- Krigsforbrydelser.
- Forbrydelser mod menneskeheden.

På grund af manglende beviser blev Hans Fritzsche frifundet. 
Efter Nürnbergprocessen blev han anklaget for flere forbrydelser under krigen og blev dømt til ni år i Spandau-fængslet. På grund af dårligt helbred blev han løsladt i 1950, og den 27. september 1953 døde han af kræft . 
|  | Artiklen om Hans Fritzsche kan blive bedre, hvis der indsættes et (bedre) billede Du kan hjælpe ved at afsøge Wikimedia Commons for et passende billede eller uploade et godt billede til Wikimedia Commons iht. de tilladte licenser og indsætte det i artiklen. |

1. ↑  Navnet er anført på svensk og stammer fra Wikidata hvor navnet endnu ikke findes på dansk.